# José María Raygada
José María Raygada y Gallo (Querecotillo, 18 de diciembre de 1795 - Lima, 15 de enero de 1859) fue un militar y político peruano. Prócer de la independencia del Perú. Fue el primer Presidente del Consejo de Ministros del Perú, así como ministro de Guerra y Marina, durante el segundo gobierno de Ramón Castilla. Ejerció el poder interinamente, de abril de 1857 a julio de 1858, cuando Castilla se ausentó de la capital para combatir la revolución de Manuel Ignacio de Vivanco en el sur. Fue también comandante general de la Marina en diversas oportunidades.

## Biografía
Hijo de Roque Raygada y María Antonia Gallo. Estudió en el Seminario de San Carlos y San Marcelo, de Trujillo. Empezó su carrera militar como subteniente del Batallón Provisional del Rey. Estando al mando de las tropas acantonadas en Sechura, se sumó al movimiento independentista que estalló en Piura en enero de 1821. Ya en filas patriotas, concurrió a la campaña independentista librada en el territorio de la Presidencia de Quito (actual Ecuador), donde fuerzas colombianas y peruanas aliadas vencieron a los realistas en la batalla de Pichincha (1822).
Durante la Segunda Campaña de Intermedios peleó en la batalla de Zepita (1823). Ya con el grado de sargento mayor, participó en las dos batallas que sellaron la independencia hispanoamericana: Junín y Ayacucho (1824). Fue honrado con el título de Benemérito y se le concedió la medalla de los Libertadores de Colombia. Fue ascendido a teniente coronel del primer batallón de la Legión Peruana de la Guardia. Participó también en la campaña del Alto Perú, dirigida por el mariscal Antonio José de Sucre (1825) y fue ascendido a coronel.
Fue miembro del Congreso General Constituyente de 1827 por el departamento de La Libertad. Dicho congreso constituyente fue el que elaboró la segunda constitución política del país.
En 1829 apoyó el golpe de Estado del general Antonio Gutiérrez de la Fuente contra el vicepresidente Manuel Salazar y Baquíjano. Marchó luego a guarnecer Lambayeque. Una vez apaciguada la situación, regresó a Lima, donde tomó el mando de la 3.º división acantonada allí.
Fue ascendido a general de brigada en 1833. Nombrado comandante general del departamento de La Libertad, marchó a combatir la revolución iniciada en Chachapoyas por el teniente coronel Felipe Salaverry, a quien halló derrotado y prisionero. Lo condujo entonces a Cajamarca, pero Salaverry convenció a sus guardias para que lo liberaran y continuó su rebelión marchando a Trujillo, para ser finalmente derrotado por Juan Francisco de Vidal en la Garita de Moche.
En 1834 secundó el golpe de Estado del general Pedro Pablo Bermúdez contra el presidente provisorio Luis José de Orbegoso, lo que originó una guerra civil. Restablecido el orden, fue enjuiciado y desterrado rumbo a Centroamérica, pero desembarcó en Guayaquil y retornó al Perú poco después de la proclamación de Salaverry como jefe supremo del Perú. Se puso al servicio de este caudillo y ejerció como comandante general del departamento de Lima, mientras Salaverry enfrentaba a los tropas bolivianas que bajo el mando de Andrés de Santa Cruz invadieron el Perú.
Tras la derrota de Salaverry y el establecimiento de la Confederación Perú-Boliviana, Raygada marchó al destierro. Retornó con la Segunda Expedición Restauradora, y participó a lo largo de la campaña librada en el Callejón de Huaylas, pero no estuvo en la batalla de Yungay debido a una enfermedad que lo detuvo en Caraz (1839).
Fue ministro de Guerra y Marina durante los gobiernos interinos ejercidos por el vicepresidente Manuel Menéndez (1841-1842 y 1844-1845). Bajo el primer gobierno de Ramón Castilla fue nombrado inspector general del ejército (1846) y nuevamente ministro de Guerra y Marina, cargo que ejerció del 19 de julio de 1847 a 20 de abril de 1849. Fue ascendido a general de división el 7 de enero de 1848.
Bajo el gobierno provisorio de Castilla fue nombrado gobernador del Callao y comandante general de Marina (16 de junio de 1855). En tal calidad, organizó la defensa del puerto, ante la amenaza de un ataque de las fuerzas revolucionarias del general Manuel Ignacio de Vivanco.
El 14 de febrero de 1857, fue nombrado Presidente del Consejo de Ministros del Perú (cargo recién creado, según lo estipulado en la Constitución Política de 1856) y ministro de Guerra y Marina. Le acompañaban en el gabinete: Manuel Ortiz de Zevallos (Relaciones Exteriores); Juan Ignacio de Osma (Gobierno, Culto y Obras Públicas); Luciano María Cano (Justicia, Instrucción y Beneficencia); Francisco del Rivero(Hacienda y Comercio). Osma, que se hallaba en Estados Unidos como ministro plenipotenciario, fue reemplazado por Juan Manuel del Mar.
En su calidad de primer ministro, se encargó del Ejecutivo de 2 de abril de 1857 a 28 de julio de 1858, cuando el presidente Castilla marchó a Arequipa para enfrentar la rebelión de Vivanco. En mayo de 1858 renunció  a su cargo ministerial, por motivo de salud. Interinamente le sucedieron en la presidencia del gabinete Manuel Ortiz de Zevallos, Juan Manuel del Mar y Luciano María Cano, antes de que asumiera el general Miguel de San Román en su reemplazo. Falleció a principios de 1859, víctima de “vicio de sangre”, según la terminología médica de entonces.

## Descendencia
Casado con Juana Oyarzábal de la Canal, fue padre de Juan José Raygada Oyarzábal (1841-1909) y Toribio Raygada Oyarzábal (1844-1916), destacados marinos que participaron en la guerra del Pacífico.